# Anacleto Medina
Anacleto Medina y Biera (Las Víboras, cerca de Colonia del Sacramento, Virreinato del Río de la Plata, 1788 -  Manantiales de San Juan, departamento de Colonia, Uruguay, 1871) fue un militar uruguayo, hijo de Luis Bernardo Medina, santiagueño, y de su esposa, Petrona Biera (su madre falleció el año de su nacimiento), nació en la Banda Oriental en las Víboras, actual departamento de Colonia, donde fue bautizado en la iglesia de Nuestra Señora de los Remedios el 26 de julio de 1788; Francisco Biera y Theodora Monson, sus abuelos maternos, fueron sus padrino y madrina. Falleció ejecutado al finalizar la batalla de Manantiales, el 17 de julio de 1871, a la edad de 83 años.
Era medio hermano del coronel argentino, Nicolás Medina, un año menor que Anacleto.

## Inicios de su carrera
Se unió al cuerpo de Blandengues dirigido por José Artigas hacia 1808.
En 1810 pasó a Entre Ríos, y al año siguiente formó en las filas de los que se rebelaron contra los realistas, que dominaban la mitad este de la provincia. Estuvo junto a su jefe en toda la guerra de independencia. Fue uno de los comandantes de la caballería en la victoria oriental de Guayabos sobre los porteños de Manuel Dorrego. Pero, como varios otros jefes artiguistas, quedó muy disconforme con la equivocada estrategia de Artigas contra la Invasión Luso-brasileña de 1816.
Al año siguiente regresó a Entre Ríos, a órdenes de Francisco Ramírez, y combatió contra los porteños; dirigió una parte de la caballería en la batalla de Cepeda y siguió a Ramírez en sus campañas contra Artigas. Era mayor de caballería en la campaña de 1821 contra Estanislao López López y fue uno de los jefes que pelearon en esa campaña. Cuando Ramírez pasó a Córdoba, era el segundo jefe de su pequeño ejército. Cuando el caudillo fue finalmente derrotado y muerto en Río Seco, fue el encargado de rescatar a su amante, "la Delfina". Se puso al mando de lo que quedaba del ejército y dirigió la fuga a través del Chaco, hasta llegar a Entre Ríos y ponerse a órdenes del medio hermano del caudillo, Ricardo López Jordán (padre).
Derrotado este último, pasó a las fuerzas del gobernador Lucio Norberto Mansilla, pero al año siguiente secundó a López Jordán en su campaña contra el gobernador. Tras su derrota fue tomado prisionero y condenado a muerte, pero Mansilla lo indultó. Se negó a apoyar a Estanislao López contra Mansilla, y este lo ascendió a teniente coronel y se lo llevó consigo a Buenos Aires al finalizar su mandato.

## La Guerra al Brasil y sus secuelas
Hizo la campaña al desierto de Martín Rodríguez en 1824, y con él pasó al año siguiente al Ejército que se formó sobre el río Uruguay para la guerra del Brasil. Y a órdenes de José María Paz, hizo la campaña de 1827 como jefe de un regimiento de coraceros, con los participó de las batallas de Ituzaingó, Camacuá y Padre Filiberto.
Fue uno de los pocos jefes orientales que no luchó en la división oriental de Juan Antonio Lavalleja, lo que a la larga significó su enfrentamiento con este. Regresó a Buenos Aires con Juan Lavalle y apoyó la revolución contra Dorrego; combatió en la batalla de Navarro, en la que fue herido, por lo que fue reemplazado al frente de su regimiento por Federico Rauch. A órdenes de este hizo la campaña del sur de Buenos Aires, y participó en la derrota de las Vizcacheras, en que fue muerto su hermano Nicolás, retirándose con los pocos hombres que se pudieron salvar.
Emigró a Uruguay junto a Lavalle y apoyó la invasión de este a Entre Ríos, terminada en un fracaso.

## Blancos y colorados
Apoyó la campaña presidencial de Fructuoso Rivera de 1830, y al año siguiente se unió al segundo intento de Lavalle y López Jordán, también fracasado. Rivera lo nombró comandante de la costa del río Uruguay, y en 1834 rechazó la invasión de Lavalleja, al que derrotó en una pequeña batalla.
Apoyó la revolución de Rivera en 1836 y combatió en las derrotas de Carpintería y Durazno, y en las victorias de Palmar y Cagancha. Fue ascendido a general y jefe de Estado Mayor del ejército de Rivera.
Hizo la campaña de 1842 a Entre Ríos, y combatió en el desastre de Arroyo Grande. Después de iniciado el sitio de Montevideo, fue uno de los jefes de la guerra civil en el interior del país, y combatió en una docena de batallas, hasta su derrota de Puntas del Sauce frente a Manuel Urdinarrain y participar en la definitiva derrota de Rivera frente a Urquiza, en India Muerta.
Huyó a Brasil junto a Rivera y lo acompañó en su intento de volver a tomar el poder en 1846, desembarcando cerca de Colonia; pero fue derrotado por José Garibaldi, leal al gobierno de Montevideo, y poco después, unido a Rivera, fue definitivamente derrotado en Paso de Las Piedras. Volvió al Brasil.

## Entre dos partidos
Después de la pacificación, con el tratado entre Urquiza y Oribe, se unió al ejército de Urquiza y combatió en la batalla de Caseros como jefe de una división de caballería. De regreso en su país, defendió contra sus opositores al presidente Juan Francisco Giró, del partido blanco, pero que hacía un gobierno de coalición. Como este fue desplazado por Venancio Flores, quedó del lado opuesto al jefe colorado. Tras la expulsión de este y el ascenso de Pereira al gobierno, fue nombrado comandante del ejército.
En enero de 1858 venció a los generales César Díaz y Manuel Freire (General de los Treinta y Tres Orientales) en Paso de Quinteros. Los arrestó junto a más de un centenar de oficiales y les garantizó la vida. Pero unos días más tarde recibió la orden del presidente Gabriel Pereira de fusilarlos a todos y la cumplió: en total fueron más de 130 muertos. Esta matanza enfureció a los colorados, que juraron vengarse de los blancos, a pesar de que tanto Pereira como Medina eran colorados, y de que los aliados naturales de los colorados, los unitarios de Buenos Aires, habían masacrado tres años antes a los federales de Jerónimo Costa. Medina quedó identificado con el partido blanco.
Tras algunos años de paz, los colorados decidieron derrocar al gobierno constitucional de Bernardo Berro y lanzaron la Cruzada Libertadora de 1863. Medina persiguió a Venancio Flores por todo el territorio uruguayo, pero no consiguió obligarlo a presentar batalla, ya que el paso del tiempo jugaba a su favor: contaba con el apoyo mal encubierto del presidente argentino Bartolomé Mitre y del Imperio del Brasil. Algunos jefes blancos acusaron a Medina de no querer enfrentar a los colorados, y el presidente Bernardo Berro decidió reemplazarlo por el general Leandro Gómez, que poco después era derrotado por los brasileños en Paysandú y asesinado por orden del general oriental Gregorio Suárez.

## La última campaña
Se retiró a un pequeño campo que tenía y después de la definitiva victoria de Flores pasó un tiempo refugiado en Brasil.
En 1870 se unió a la revolución del general guerrillero Timoteo Aparicio, del Partido Blanco, y venció en San Severino y Paso de Casavalle. Poco más tarde acompañó a Aparicio en la derrota de Las Piedras. Se refugiaron en el Brasil, donde dictó a su secretario sus memorias, especialmente detalladas en lo que refería de la muerte de Ramírez.
Regresó junto a Aparicio en 1871 en la llamada Revolución de las Lanzas y combatió en la derrota de Manantiales, cerca de Colonia. Estaba ya muy anciano y casi ciego, por lo que confundió una partida enemiga con fuerzas propias. Cayó prisionero y fue ejecutado, en julio de 1871.